# CREB3L2
CREB3L2 (англ. CAMP responsive element binding protein 3 like 2) – білок, який кодується однойменним геном, розташованим у людей на 7-й хромосомі. Довжина поліпептидного ланцюга білка становить 520 амінокислот, а молекулярна маса — 57 415.
| 10         |  | 20         |  | 30         |  | 40         |  | 50         |
| ---------- |  | ---------- |  | ---------- |  | ---------- |  | ---------- |
| MEVLESGEQG |  | VLQWDRKLSE |  | LSEPGDGEAL |  | MYHTHFSELL |  | DEFSQNVLGQ |
| LLNDPFLSEK |  | SVSMEVEPSP |  | TSPAPLIQAE |  | HSYSLCEEPR |  | AQSPFTHITT |
| SDSFNDDEVE |  | SEKWYLSTDF |  | PSTSIKTEPV |  | TDEPPPGLVP |  | SVTLTITAIS |
| TPLEKEEPPL |  | EMNTGVDSSC |  | QTIIPKIKLE |  | PHEVDQFLNF |  | SPKEAPVDHL |
| HLPPTPPSSH |  | GSDSEGSLSP |  | NPRLHPFSLP |  | QTHSPSRAAP |  | RAPSALSSSP |
| LLTAPHKLQG |  | SGPLVLTEEE |  | KRTLIAEGYP |  | IPTKLPLSKS |  | EEKALKKIRR |
| KIKNKISAQE |  | SRRKKKEYMD |  | SLEKKVESCS |  | TENLELRKKV |  | EVLENTNRTL |
| LQQLQKLQTL |  | VMGKVSRTCK |  | LAGTQTGTCL |  | MVVVLCFAVA |  | FGSFFQGYGP |
| YPSATKMALP |  | SQHSLQEPYT |  | ASVVRSRNLL |  | IYEEHSPPEE |  | SSSPGSAGEL |
| GGWDRGSSLL |  | RVSGLESRPD |  | VDLPHFIISN |  | ETSLEKSVLL |  | ELQQHLVSAK |
| LEGNETLKVV |  | ELDRRVNTTF |  |            |  |            |  |            |

A: Аланін

C: Цистеїн

D: Аспарагінова кислота

E: Глутамінова кислота

F: Фенілаланін

G: Гліцин

H: Гістидин

I: Ізолейцин

K: Лізин

L: Лейцин

M: Метіонін

N: Аспарагін

P: Пролін

Q: Глутамін

R: Аргінін

S: Серин

T: Треонін

V: Валін

W: Триптофан

Кодований геном білок за функціями належить до активаторів, білків розвитку, фосфопротеїнів. 
Задіяний у таких біологічних процесах, як транскрипція, регуляція транскрипції, відповідь на порушення конформації білку, альтернативний сплайсинг. 
Білок має сайт для зв'язування з ДНК. 
Локалізований у ядрі, мембрані, ендоплазматичному ретикулумі.